# ロドリグ・ボーボワ
ロドリグ・ボーボワ（Rodrigue Beaubois、1988年2月24日 - ）は、フランスのプロバスケットボール選手。2018年からアナドル・エフェスに所属している。フランスの海外県グアドループ出身。ポジションはポイントガード。188cm、84kg。

## 経歴
2006年にフランスＡリーグ　ショレ・バスケットでプロデビュー。その後、ミカエル・ピートラスがバスケットボールキャンプを主催した際に見出され、2009年のNBAドラフトにおいて1順目25位指名でオクラホマシティ・サンダーに指名された。直後に将来の2順目指名権とともにダラス・マーベリックスへトレードされた。（交換要員は直前にダラスから24番目で指名されたB.J.マレンズ）
2010年3月27日、対ウォリアーズ戦にてキャリアハイとなる40得点、ルーキー新記録となる1試合で(11試投中)9本のスリーポイントを記録した。
2011年のダラス・マーベリックスのNBA優勝を経験するも、その後は怪我などもあり目立った活躍が出来ず、2013年夏にマブスからクオリファイングオファーの提示を受けることが出来ずに放出され、現在はアナドル・エフェスSKでプレーしている。

## プレースタイル
183cmと小柄な身長ながらウイングスパンが208cmあり、スピードと長い手を活かしたディフェンス力がある。また、サイズ的にPGとしての飛躍を期待されているが、ダラスモーニング紙のデイビッド・ムーアが「リアンドロ・バルボサに似ている」と評しているように、現時点においてはPGというよりはむしろSGタイプである。実際、リック・カーライルHCが「今後はロディ(ボーボワの愛称)をサブPGとして起用する」と公言して臨んだ2010年2月5日のミネソタ・ティンバーウルブズ戦で、ボーボワは17得点を挙げる活躍を見せたもののカーライルの信頼を得られず、わずか1試合でその座をホセ・バレアに明け渡した。